# 第57届柏林电影节
第57屆柏林影展（德語：57. Internationale Filmfestspiele Berlin）於當地時間2007年2月8日到2月18日舉行。本屆的開閉幕片分別為：奧利維耶·達安的《玫瑰人生》與法蘭索瓦·奧桑的《逐愛天堂》。（《玫瑰人生》同時也是競賽片之一。）

## 評審團
- 保羅·許瑞德：導演。（評審團主席）
- 希安·阿巴斯（英语：Hiam Abbass）：演員、導演。
- 威廉·達佛：演員。
- 蓋爾·賈西亞·貝納：演員。
- 馬里奧·阿道夫（英语：Mario Adorf）：演員。
- 茉莉·瑪琳·史汀英施葛（德语：Molly Malene Stensgaard）：剪輯。
- 施南生：監製。

## 競賽片
以下電影被選定為競賽片，可角逐金熊獎和銀熊獎：
| 片名                         | 原文片名                                | 導演              | 出品國                               |
| ---------------------------- | --------------------------------------- | ----------------- | ------------------------------------ |
| 《玫瑰人生》（開幕片）       | La Vie en rose                          | 奧利維耶·達安     | 法國、 加拿大                        |
| 《前線風暴》                 | בופור                                   | 約瑟夫·席達       | 以色列                               |
| 《亡命殺鎮》                 | Bordertown                              | 葛雷哥里·納瓦     | 美国                                 |
| 《偽鈔風暴》                 | Die Fälscher                            | 斯戴芬·盧佐維茨基 | 奥地利、 德国                        |
| 《另一種存在》               | El otro                                 | 艾瑞爾·羅特       | 阿根廷、 法國、 德国                 |
| 《再見曼德拉》               | Goodbye Bafana                          | 比利·奧古斯特     | 比利时、 南非、 英国、 盧森堡        |
| 《在屋頂上流浪》             | Hallam Foe                              | 大衛·麥肯齊       | 英国                                 |
| 《沙漠之夢》                 | 경계                                    | 張律              | 、 法國                              |
| 《追憶自我》                 | In memoria di me                        | 薩維里奧·康斯坦佐 | 義大利                               |
| 《洞里春光》                 | Irina Palm                              | 山姆·賈巴爾斯基   | 比利时、 盧森堡、 英国、 德国、 法國 |
| 《愛滋味》                   | Les Témoins                             | 安德烈·泰希內     | 法國                                 |
| 《別碰斧頭》                 | Ne touchez pas la hache                 | 賈克·希維特       | 法國                                 |
| 《矛矛的假期》               | O Ano em Que Meus Pais Saíram de Férias | 卡歐·漢巴格       | 巴西、 阿根廷                        |
| 《我曾伺候過英國國王》       | Obsluhoval jsem anglického krále        | 伊利·曼佐         | 捷克、 斯洛維尼亞                    |
| 《蘋果》                     | 《蘋果》                                | 李玉              | 中国                                 |
| 《賽博格之戀》               | 싸이보그지만 괜찮아                     | 朴贊郁            |                                      |
| 《柏林迷宮》                 | The Good German                         | 史蒂芬·索德柏     | 美国                                 |
| 《特務風雲：中情局誕生秘辛》 | The Good Shepherd                       | 勞勃·狄尼洛       | 美国                                 |
| 《圖雅的婚事》               | 《圖雅的婚事》                          | 王全安            | 中国                                 |
| 《森林裡的男人》             | When a Man Falls in the Forest          | 伊利·曼佐         | 美国、 加拿大                        |
| 《耶萊》                     | Yella                                   | 克里斯汀·佩佐     | 德国                                 |
| 《逐愛天堂》（閉幕片）       | Angel                                   | 法蘭索瓦·歐容     | 法國、 英国、 比利时                 |

## 華語片在57屆柏林影展
根據官方網站 （页面存档备份，存于）上的分類，將華語片分為台灣、香港與中國大陆三個部份。

### 台灣方面
台灣電影入圍柏林影展的競賽單元只有台裔導演陳駿霖執導的短片《美》入圍。觀摩單元則有《豔光四射歌舞團》導演周美玲執導的新作《刺青》，獲邀參加電影大觀（Panorama）單元。
最後《刺青》獲得最佳同志電影泰迪熊獎，為台灣第一部獲得此殊榮之電影。而《美》也獲得短片類評審團大獎銀熊獎。
由楊丞琳、梁洛施主演的《刺青》描述女刺青師梁洛施與楊丞琳飾演的視訊女郎十年之間感情從壓抑到揭露的過程。
《美》描述南機場夜市麵攤老闆父女和一位青年的因緣際會，由北藝大學生姚淳耀、吳珈瑋合演。

### 中國大陆方面
本屆柏林影展競賽單元方面，有兩部中國電影入圍。分別是王全安執導的《圖雅的婚事》和李玉的新作《蘋果》。其中《圖雅的婚事》獲得最佳影片金熊獎。
余男主演的《圖雅的婚事》，以內蒙為背景，改編自真實故事，描述癱瘓老公逼老婆改嫁的故事。《蘋果》則以現代北京為背景，描述進城打工的年輕夫妻和鄰居中年夫妻發生桃色風暴，衍生連串的衝突，由佟大為、范冰冰、梁家輝、金燕玲等知名演員演出。

### 香港方面
本屆柏林影展競賽單元並沒有香港電影入圍。

### 收穫
本屆柏林影展華語片參加的數量雖少，但是得獎豐富，是華語電影收穫豐富的一屆。

## 得獎名單
- 金熊獎：《圖雅的婚事》 — 王全安
- 評審團大獎銀熊獎：《另一位（英语：The Other (2007 film)）》 — 艾瑞爾·羅特（英语：Ariel Rotter）
- 最佳導演銀熊獎：約瑟夫·席達 — 《前線風暴（英语：Beaufort (film)）》
- 最佳男演員銀熊獎：胡里歐·查維茲（英语：Julio Chávez） — 《另一位（英语：The Other (2007 film)）》
- 最佳女演員銀熊獎：妮娜·霍斯 — 《耶萊（德语：Yella (Film)）》
- 最佳電影音樂銀熊獎：《在屋頂上流浪（英语：Hallam Foe）》 — 大衛·麥肯齊
- 傑出藝術貢獻銀熊獎（全體演員）：《特務風雲：中情局誕生秘辛》 — 勞勃·狄尼洛
- 最佳電影首部作獎：《瓦娜雅（英语：Vanaja (film)）》 — 拉涅什·多馬爾帕利（英语：Rajnesh Domalpalli）
- 亞佛雷德鮑爾獎：《賽柏格之戀（朝鲜语：싸이보그지만 괜찮아）》 — 朴贊郁
- 費比西國際影評人獎：《我曾伺候過英國國王（英语：I Served the King of England (film)）》 — 伊利·曼佐
- 最佳影片金熊獎（短片）：《Raak》 — 漢若・史密特曼（英语：Hanro Smitsman）
- 評審團大獎銀熊獎（短片）：
  - 《Decroche》 — 曼紐.沙比哈（德语：Manuel Schapira）
  - 《美》 —  陳駿霖
- 泰迪熊最佳影片獎：《刺青》 — 周美玲
- 最優秀亞洲電影獎：《無花果之顏（日语：無花果の顔）》 — 桃井薰

## 參照
- 柏林電影節

## 外部連結
- 柏林国际电影节網頁-英語 （页面存档备份，存于）
- 第57届柏林电影节之星光乍泄
- 2007柏林影展爆冷奇蹟  ◎膝關節
- 競賽片奇觀：什麼都有什麼都不怪◎膝關節
- 柏林當道，好萊塢只有陪榜的份◎膝關節